# Przejęcie długu
Przejęcie długu – instytucja prawa zobowiązań polegająca na tym, że osoba trzecia wstępuje na podstawie umowy, zawartej na piśmie pod rygorem nieważności, w miejsce dłużnika, który zostaje z długu zwolniony. Przejęcie długu zostało uregulowane w art. 519–525 Kodeksu cywilnego. 
Przejęcie długu może nastąpić przez:
- umowę między wierzycielem a osobą trzecią za zgodą dłużnika – oświadczenie dłużnika może być złożone którejkolwiek ze stron w jakiejkolwiek formie, przy czym odmowa zgody przez dłużnika powoduje, że umowa nie zostaje zawarta;
- umowę między dłużnikiem a osobą trzecią za zgodą wierzyciela – oświadczenie wierzyciela może być złożone którejkolwiek ze stron, ale pod rygorem nieważności na piśmie, i jest ono bezskuteczne, jeżeli wierzyciel nie wiedział, że osoba przejmująca dług jest niewypłacalna, a jeżeli wierzyciel zgody odmówił, strona, która według umowy miała przejąć dług, jest odpowiedzialna względem dłużnika za to, że wierzyciel nie będzie od niego żądał spełnienia świadczenia.

Jeżeli wierzytelność była zabezpieczona poręczeniem lub ograniczonym prawem rzeczowym ustanowionym przez osobę trzecią, poręczenie lub ograniczone prawo rzeczowe wygasa z chwilą przejęcia długu, chyba że poręczyciel lub osoba trzecia wyrazi zgodę na dalsze trwanie zabezpieczenia.